# Capilar linfático

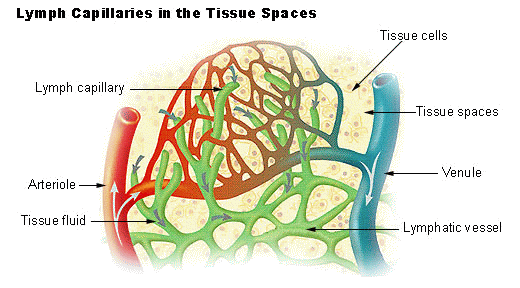
Capilares linfáticos.

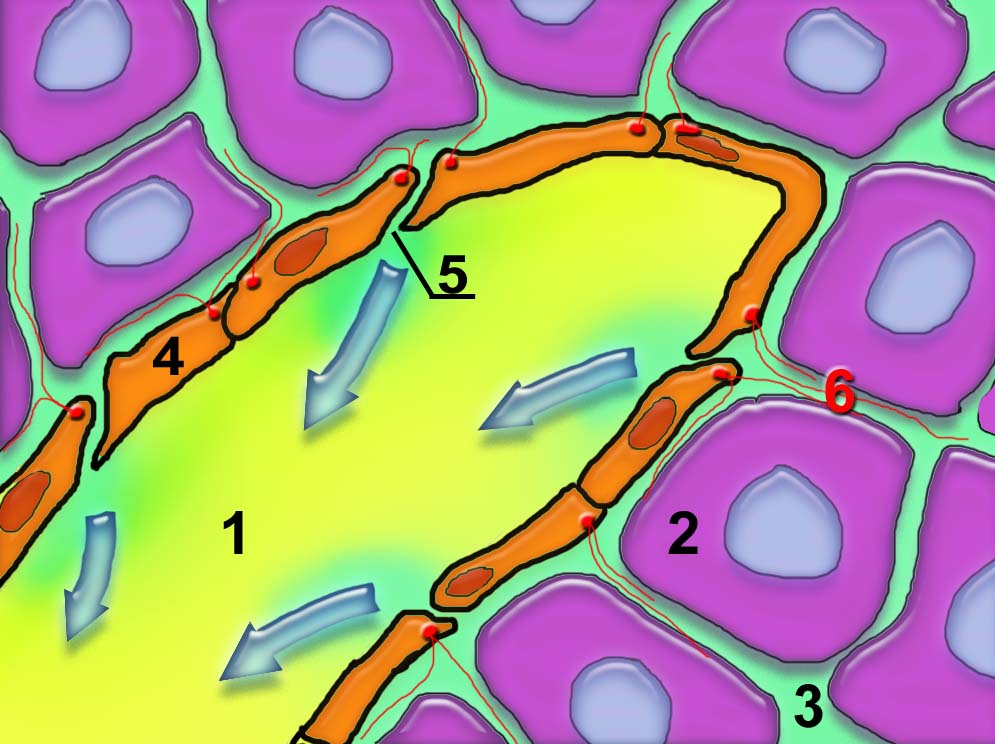
Capilares linfáticos.

Os capilares linfáticos (TA: vas lymphocapillare) são vasos linfáticos de pequena espessura presentes em quase todos os tecidos do corpo. Capilares mais finos vão se unindo em vasos linfáticos, que terminam em dois grandes dutos principais: o duto torácico (recebe a linfa procedente da parte inferior do corpo, do lado esquerdo da cabeça, do braço esquerdo e de partes do tórax) e o duto linfático (recebe a linfa procedente do lado direito da cabeça, do braço direito e de parte do tórax), que desembocam em veias próximas ao coração.
Originam-se nos espaços intercelulares, tem fundo cego. Não há contato direto entre seu conteúdo e o liquido intercelular, ou as células dos tecidos. Infiltram-se entre estas devido a suas paredes serem extremamente finas facilitando a permeabilidade, que é maior do que a dos capilares sanguíneos.